# Titularbistum Bisenzio
Bisenzio (lat.: bisentinus, bisentium oder visentium) ist ein Titularbistum der römisch-katholischen Kirche.
Es geht zurück auf das um 600 errichtete Bistum Bisenzio im Latium. Im Jahr 680 wurde das Bistum in Castrum umbenannt. Dieses ging im 17. Jahrhundert im Bistum Acquapendente auf.
Papst Franziskus stellte den Bischofssitz im Februar 2018 als Titularsitz wieder her. Im März 2019 wurde er erstmals vergeben.
| Titularbischöfe von Bisenzio |                   |                                         |               |     |
| Nr.                          | Name              | Amt                                     | von           | bis |
| 1                            | Luis Dario Martín | Weihbischof in Santa Rosa (Argentinien) | 20. März 2019 |     |